# VDI 6022
Die VDI 6022 ist eine Richtlinie des Fachbereiches Technische Gebäudeausrüstung des Vereins Deutscher Ingenieure. 2003 hat der SWKI (Schweizerischer Verein von Gebäudetechnik-Ingenieuren) die Inhalte der VDI 6022 übernommen und als SWKI VA104-1 veröffentlicht. Die VDI-Richtlinie ist in den Sprachen Deutsch und Englisch abgefasst, die SWKI-Version in Deutsch und Französisch. Diese Richtlinie gilt als anerkannte Regel der Technik. Im Schadensfall stützen sich Gutachter bei der Beurteilung der Haftung oft darauf, ob solche Richtlinien eingehalten wurden. Die Richtlinie VDI 6022 beschreibt den Stand der Technik bezüglich der Hygieneanforderungen an Raumlufttechnische Anlagen und Geräte und an die Beurteilung der Raumluftqualität. Die Richtlinienreihe liegt seit 2011 in der dritten, überarbeiteten Fassung vor. Sie trägt den Haupttitel „Raumlufttechnik, Raumluftqualität“.

## Gliederung der Richtlinienreihe VDI 6022 „Raumlufttechnik, Raumluftqualität“
| Name               | Titel | Ausgabedatum |
| ------------------ | --- | ------------ |
| VDI 6022 Blatt 1   | Raumlufttechnik, Raumluftqualität – Hygieneanforderungen an Raumlufttechnische Anlagen und Geräte (VDI-Lüftungsregeln)                                                                 | 2018-01      |
| VDI 6022 Blatt 1.1 | Raumlufttechnik, Raumluftqualität – Hygieneanforderungen an Raumlufttechnische Anlagen und Geräte – Prüfung von Raumlufttechnischen Anlagen (VDI-Lüftungsregeln)                       | 2012-08      |
| VDI 6022 Blatt 1.2 | Raumlufttechnik, Raumluftqualität – Hygieneanforderungen an Raumlufttechnische Anlagen und Geräte – Hinweise zu erdverlegten Komponenten (VDI-Lüftungsregeln)                          | 2014-06      |
| VDI 6022 Blatt 1.3 | Raumlufttechnik, Raumluftqualität – Hygieneanforderungen an Raumlufttechnische Anlagen und Geräte – Sauberkeit von Luftleitungen (VDI-Lüftungsregeln)                                  | 2015-08      |
| VDI 6022 Blatt 3   | Raumlufttechnik, Raumluftqualität – Beurteilung der Raumluftqualität | 2011-07      |
| VDI 6022 Blatt 4   | Raumlufttechnik, Raumluftqualität – Qualifizierung von Personal für Hygienekontrollen, Hygieneinspektionen und die Beurteilung der Raumluftqualität                                    | 2012-08      |
| VDI 6022 Blatt 5   | Raumlufttechnik, Raumluftqualität – Vermeidung allergener Belastungen – Anforderung an die Prüfung und Bewertung von technischen Geräten und Komponenten mit Einfluss auf die Atemluft | 2016-11      |
| VDI 6022 Blatt 6   | Raumlufttechnik, Raumluftqualität – Luftbefeuchtung über dezentrale Geräte – Planung, Bau, Betrieb, Instandhaltung                                                                     | 2018-01      |
| VDI 6022 Blatt 7.1 | Raumlufttechnik, Raumluftqualität – Branchenspezifische Leitfäden – Abfallbehandlungsanlagen                                                                                           | 2013-10      |

## VDI 6022 Blatt 1: Hygieneanforderungen an Raumlufttechnische Anlagen und Geräte

### Anwendungsbereich
Blatt 1 der Richtlinie VDI 6022 Hygiene-Anforderungen an Raumlufttechnische Anlagen und Geräte legt den Anwendungsbereich der Richtlinienreihe fest für alle Räume, in denen sich bestimmungsgemäß Personen mehr als 30 Tage pro Jahr oder regelmäßig länger als zwei Stunden aufhalten. Sie gilt für alle Zuluftanlagen sowie für Abluftanlagen, wenn diese die Zuluftqualität durch Umluft beeinflussen.
Demgegenüber umfasst der Geltungsbereich speziell von Blatt 1 der VDI 6022 alle raumlufttechnischen Anlagen (RLT-Anlagen) und -Geräte und deren zentrale und dezentrale Komponenten (auch Aggregate, z. B. Rückkühlwerke), die die Zuluftqualität beeinflussen. Die jeweiligen Wartungsintervalle sind für die Komponenten in einer Instandhaltungscheckliste angegeben. Die große Hygieneinspektion ist in Abständen von 2 oder von 3 Jahren durchzuführen. Der Abstand ist abhängig von in der Anlage verbauten Befeuchtungseinrichtungen oder erdverlegten Komponenten.

### Allgemeine Hygieneanforderungen an RLT-Anlagen
RLT-Anlagen sollen ein physiologisch günstiges Raumklima und eine hygienisch einwandfreie Qualität der Innenraumluft sicherstellen. Sie sind so zu planen, auszuführen, zu betreiben und instand zu halten, dass sie:
- die Gesundheit nicht gefährden,
- die Befindlichkeit und die thermische Behaglichkeit nicht stören,
- nicht zu Geruchsbelästigungen führen und
- eine Belastung durch anorganische und organische Verunreinigungen sicher vermeiden.

### Planung, Errichtung und Inbetriebnahme von RLT-Anlagen
Die Hygienerichtlinie stellt Anforderungen an:
- die Planung von RLT-Anlagen (Luftfassung, Zugang für Inspektion und Reinigung, Filter, Luftvolumenstrom, Dimensionierung der Luftführungssysteme, Verhinderung feuchter Stellen usw.) und
- die Herstellung und Errichtung von RLT-Anlagen (Einbau nur von sauberen Komponenten, verschlossene Öffnungen während der Bauzeit, Reinigung vor Inbetriebnahme usw.).

### Betrieb und Instandhaltung
RLT-Anlagen müssen so betrieben und instand gehalten werden, dass Anforderungen der Hygiene dauerhaft eingehalten werden. Dazu dienen nach der Hygiene-Erstinspektion die Hygieneinspektion und die Hygienekontrollen nach VDI 6022 Blatt 1.

### Hygieneinspektionen
Hygieneinspektionen unterscheidet man in „Hygiene-Erstinspektionen“ und „Wiederholungs-Hygieneinspektionen“. Das Ergebnis der Hygieneinspektion wird dem Betreiber der RLT-Anlage schriftlich mitgeteilt. Darin wird der Hygienezustand der inspizierten RLT-Anlage dokumentiert. Gegebenenfalls werden notwendige Maßnahmen empfohlen.
Die Hygiene-Erstinspektion beinhaltet:
- Inhalt der Wiederholungs-Hygieneinspektion
- Festlegung und Markierung der Probeentnahmeorte für die Hygienekontrollen und -inspektionen (Hygiene-Monitoring)
- Überprüfung der Umsetzung aller Anforderungen dieser Richtlinie anhand der Checkliste aus VDI 6022 Blatt 1.1.
- Die Inhalte der Hygienekontrollen und Hygieneinspektionen sind in einer Checkliste im Blatt 1 der VDI 6022 komponentenweise dargestellt.

Die Wiederholungs-Hygieneinspektionen von RLT-Anlagen durch Fachpersonal sind durchzuführen:
- bei Anlagen mit Luftbefeuchtung oder mit erdverlegten Leitungen im Abstand von zwei Jahren
- bei Anlagen ohne Luftbefeuchtung und ohne erdverlegte Komponenten im Abstand von drei Jahren.

### Hygieneschulung
Für die hygienisch einwandfreie Planung, Errichtung, Instandhaltung, Hygienekontrolle und -Inspektion werden vier verschiedene Qualifizierungs-Kategorien geschaffen.

#### Kategorie RLQ VDI-geprüfter Fachingenieur RLQ
Ingenieure im Bereich technischer Gebäudeausrüstung, Versorgungstechnik oder gleichwertiger Ausbildung mit fünfjähriger Berufserfahrung im Bereich RLT-Anlagen können sich nach einer Schulung bei einem VDI-zertifizierten Schulungszentrum von DINCERTCO zertifizieren lassen. Voraussetzung ist unter anderem die bestandene Prüfung in der Kategorie A. Die Schulung umfasst mindestens 27 Unterrichtseinheiten mit je 45 Minuten.

#### Kategorie A für Planer, Hygieniker und Anlageinspektoren
Ingenieure, Techniker und Meister im Bereich technischer Gebäudeausrüstung, Versorgungstechnik oder gleichwertiger Ausbildung mit mehrjähriger Berufserfahrung im Bereich RLT-Anlagen können sich nach einer einschlägigen Schulung bei einem VDI-Schulungspartner in der Kategorie A prüfen lassen. Diese Kategorie ist Voraussetzung, um als Fachkundiger Inspektionen durchzuführen.

#### Kategorie B für Monteure, Instandhaltungs- und Reinigungspersonal
Monteure der Lüftungs- und Anlagentechnik mit Berufsabschluss oder mehrjähriger Erfahrung können sich nach einer Hygieneschulung bei einem VDI-Schulungspartner in der Kategorie B prüfen lassen.

#### Kategorie C für Inhaber, Betreiber (Hauswarte)
Inhaber einer RLT-Anlage (z. B. Wohnungslüftung) können nach einer Einweisung durch einen Fachkundigen der Kategorie A für den Unterhalt der Anlage, an der die Unterweisung stattfand, nach Kategorie C qualifiziert werden. Betreiber gewerblich genutzter Anlagen sollten darüber hinaus Grundkenntnisse der Hygiene besitzen.

## VDI 6022 Blatt 1.1
Die Richtlinie dient als Grundlage der Anlagenüberprüfung im Rahmen einer Hygieneerstinspektion nach VDI 6022 Blatt 1. Ziel ist die Ausstellung einer Konformitätsbescheinigung für die Übereinstimmung der jeweiligen Raumlufttechnischen Anlage mit den Anforderungen der VDI 6022 Blatt 1.

## VDI 6022 Blatt 1.2
Die Richtlinie beschreibt, wie die Hygiene in RLT-Systemen mit erdverlegten Luftleitungen sichergestellt werden kann. Die Richtlinie gilt für alle Raumlufttechnischen Anlagen und Komponenten im Geltungsbereich der VDI 6022 Blatt 1. Sie beschreibt die Hygieneanforderungen an erdverlegte Luftleitungen insbesondere in baulich bedingten Außenluftansaugungen ohne Wärmedämmung und in Erdwärmetauschern. Sie umfasst Hinweise zur Gestaltung und hygienegerechten Konstruktion von erdverlegten Luftleitungen unter Beachtung der im Richtlinienwerk der VDI 6022 vorgegebenen Schutzziele.

## VDI 6022 Blatt 1.3
Die Richtlinie gibt Hinweise zur praxisgerechten Beurteilung der Besenreinheit von RLT-Anlagen im Sinne der VDI 6022 Blatt 1. In der europäischen Normung bevorzugte Messverfahren werden dabei in Bezug auf bekannte Messverfahren nach VDI 6022 bewertet. Darüber hinaus werden Hinweise zur Reinigung von RLT-Anlagen mit der Zielsetzung der Besenreinheit gegeben.

## VDI 6022 Blatt 3
Das Blatt 3 der Richtlinienreihe wurde vormals als VDI 6038 veröffentlicht. Es liefert Beurteilungswerte zur Bewertung der Raumluftqualität.
Die Erstausgabe der VDI 6022 aus dem Jahre 1998 basierte auf der damals gültigen DIN 1946 und hatte damit die RLT-Anlage als Systemgrenze. Die neuen europäischen Normen, die die DIN 1946 ersetzen, haben einen breiteren Anwendungsbereich. Er umfasst auch die Luftqualität im Raum, selbst wenn diese nur teilweise durch die Raumlufttechnik beeinflusst wird. Mit dem Blatt 3 trägt der VDI dieser erweiterten Betrachtung Rechnung.
Die Richtlinie ist insbesondere bei Neubauten, bei Nutzungsänderungen oder Renovierungen oder bei Beschwerden der Nutzer anzuwenden. In der Richtlinie werden drei Beurteilungsstufen mit gestaffeltem Messaufwand unterschieden.

## VDI 6022 Blatt 4
Die Richtlinie beschreibt die Unterweisungen und Schulungen der Kategorien C, B, A, RLQ, die für die Anwendung der anderen Blätter der Richtlinienreihe erforderlich sind. Zu jeder Schulungskategorie werden die Zielgruppen mit Eingangsvoraussetzungen, die Lerninhalte und die Rahmenbedingungen dargestellt.

## VDI 6022 Blatt 5
Die Richtlinie bietet eine Grundlage, um die Vermeidung von allergenen Belastungen durch technische Geräte und Produkte bewertbar zu machen. In der Richtlinie wird die Anwendung bestehender Mess-, Prüf- und Bewertungsverfahren im Interesse der Verbraucher beschrieben. Es werden Verfahren beschrieben zur Schadstoff- und Allergenkarenz, die Menschen vor dem Kontakt und der Inhalation von Schadstoffen unterschiedlicher Herkunft weitgehend schützen. Die Richtlinie wendet sich insbesondere an Berufsgruppen, deren Handeln Einfluss auf die Atemluftqualität hat (Architekten und Ingenieure, Raumausstatter, Hersteller von Geräten, Komponenten und Produkten), Prüfer und betroffene Verbraucher.

## VDI 6022 Blatt 6
Diese Richtlinie gilt für die gezielte und punktuelle Luftbefeuchtung durch dezentrale Einzelgeräte sowie für dekorative wasserführende Einrichtungen, die die Raumluftfeuchte beeinflussen (z. B. Springbrunnen, Wasserläufe, Wasserwände). Auch Geräte die ursprünglich für den privaten Einsatz vorgesehen waren und an Arbeitsstätten eingesetzt werden, unterliegen den Anforderungen dieser VDI-Richtlinie.
Von diesen Geräten geht ein besonderes Gefahrenpotential aus, das z. B. aufgrund von ungefilterter Einbringung mikrobiologisch belasteter Atemluft sowie unzureichender Wartung entstehen kann.

## VDI 6022 Blatt 7.1
In den Blättern 7.1 bis 7.x sollen künftig branchenspezifische Besonderheiten zum Themenbereich „Raumlufttechnik, Raumluftqualität“ beschrieben werden. Mit dem Blatt 7.1 „Abfallbehandlungsanlagen“ wurde im Dezember 2012 der erste Entwurf veröffentlicht. Dieses Blatt der Richtlinienreihe wird die bisherige VDI 2163 ersetzen.

## Verwandte Richtlinien
- Richtlinie VDI 2052 Blatt 1 „Raumlufttechnik; Küchen (VDI-Lüftungsregeln)“ – behandelt Zu- und Abluftanlagen in gewerblichen Küchen mit Anschlussleistung von über 25 kW; sie gilt in Verbindung mit DIN EN 13779 und DIN 18869
- EN 16798-3 – Energetische Bewertung von Gebäuden – Lüftung von Gebäuden – Teil 3: Lüftung von Nichtwohngebäuden
- EN 12097 – Lüftung von Gebäuden – Luftleitungen – Anforderungen an Luftleitungsbauteile zur Wartung von Luftleitungssystemen
- EN 15780 – Lüftung von Gebäuden – Luftleitungen – Sauberkeit von Lüftungsanlagen. Der VDI urteilt 2016, dass sich die Anwendung dieser Norm schwierig gestaltet, „da die Geräte für das dort normierte, bevorzugte Messverfahren in Deutschland derzeit nicht flächendeckend zur Verfügung stehen, siehe auch VDI 6022 Blatt 1.3“.[2]
- DIN 1946-6 – Raumlufttechnik – Teil 6: Lüftung von Wohnungen – Allgemeine Anforderungen, Anforderungen an die Auslegung, Ausführung, Inbetriebnahme und Übergabe sowie Instandhaltung. Regelt die Wohnungslüftung, ohne jedoch auf hygienische Aspekte einzugehen